# Kostel svaté Markéty (Radenín)
Kostel svaté Markéty v Radeníně, s přilehlým hřbitovem obehnaným zdí, je kulturní památka České republiky. Je filiálním kostelem římskokatolické farnosti Chýnov.

## Historie
Kostel byl původně kostelem farním. První písemná zmínka o farním kostele v Radeníně pochází z roku 1369. Kostel byl postaven ve 14. století, a to v gotickém slohu. Současná podoba kostela je výsledkem barokních stavebních úprav ve druhé polovině 16. století, kdy bylo zaklenuto kněžiště. V roce 1732 byla ke kostelu přistavěna kaple svaté Barbory. V roce 1785 byl převeden z farnosti Choustník do farnosti Hroby, Od roku 2020 patří do farnosti Chýnov.

## Popis
Hlavní stavba kostela je gotická. Klenuté kněžiště je zvenčí podepřeno dvěma opěráky. Šestiboká kaple svaté Barbory je barokní; jsou v ní hodnotné nástěnné malby, Obraz na hlavním oltáři kostela znázorňuje svatou Markétu, obraz je portrétem šlechtičny. Deskový oltářní obraz v kapli svaté Barbory pochází z 1. poloviny 18. století. V kostele je větší množství náhrobníků Černínů z Chudenic a též rodiny Homuta z Harassova. Kazatelna je rokoková. Varhany z 1. poloviny 18. století vyrobil varhanář Jakub Krajíček z Počátek.